# Ananea (Perú)
Ananea es un centro poblado peruano ubicado en la región Puno, provincia de San Antonio de Putina, distrito de Ananea. Es capital del distrito homónimo. Se encuentra a una altitud de 4650 m s. n. m.. Tiene una población de 1,729 personas según el censo peruano de 2017.

## Clima
| Parámetros climáticos promedio de Ananea | Parámetros climáticos promedio de Ananea | Parámetros climáticos promedio de Ananea | Parámetros climáticos promedio de Ananea | Parámetros climáticos promedio de Ananea | Parámetros climáticos promedio de Ananea | Parámetros climáticos promedio de Ananea | Parámetros climáticos promedio de Ananea | Parámetros climáticos promedio de Ananea | Parámetros climáticos promedio de Ananea | Parámetros climáticos promedio de Ananea | Parámetros climáticos promedio de Ananea | Parámetros climáticos promedio de Ananea | Parámetros climáticos promedio de Ananea |
| Mes                                      | Ene.                                     | Feb.                                     | Mar.                                     | Abr.                                     | May.                                     | Jun.                                     | Jul.                                     | Ago.                                     | Sep.                                     | Oct.                                     | Nov.                                     | Dic.                                     | Anual                                    |
| ---------------------------------------- | ---------------------------------------- | ---------------------------------------- | ---------------------------------------- | ---------------------------------------- | ---------------------------------------- | ---------------------------------------- | ---------------------------------------- | ---------------------------------------- | ---------------------------------------- | ---------------------------------------- | ---------------------------------------- | ---------------------------------------- | ---------------------------------------- |
| Temp. máx. media (°C)                    | 10.7                                     | 10.1                                     | 10.3                                     | 10.8                                     | 10.7                                     | 10.5                                     | 10.3                                     | 11.6                                     | 11.8                                     | 13.1                                     | 12.5                                     | 10.9                                     | 11.1                                     |
| Temp. media (°C)                         | 5                                        | 4.9                                      | 4.7                                      | 4                                        | 2.7                                      | 0.7                                      | 0.8                                      | 1.9                                      | 3.7                                      | 4.9                                      | 4.8                                      | 5                                        | 3.6                                      |
| Temp. mín. media (°C)                    | -0.6                                     | -0.2                                     | -0.8                                     | -2.8                                     | -5.2                                     | -9                                       | -8.7                                     | -7.8                                     | -4.4                                     | -3.3                                     | -2.9                                     | -0.8                                     | -3.9                                     |
| Fuente: climate-data.org                 |                                          |                                          |                                          |                                          |                                          |                                          |                                          |                                          |                                          |                                          |                                          |                                          |                                          |

## Población
Según un reportaje de National Geographic, el incremento del precio del oro en un 235% entre 2001 y 2009 provocó un fuerte crecimiento en la población local, que alcanzaba los 30.000 habitantes en el año 2009, sin embargo, estos números fueron sobrestimados.
En el censo peruano de 1993 solamente registro 965 habitantes, en el censo peruano de 2007 la población del Distrito de Ananea, era de 20.572 personas (16.907 clasificadas como urbanas), registrando un aumento contundente de población producto de la actividad minera. Para el censo peruano de 2017, a raíz de la reducción del precio de oro internacional, la población se redujo a 12.615 personas (11.307 clasificadas como urbanas). 
Finalmente, la población del Distrito de Ananea en 1981 era de 2.707 personas, cuando la actividad minera era escasa o inexistente.
Los centros poblados de sus inmediaciones son: Lunar de oro, Rinconada y Rittykucho.